# Loïc Pottier
Pour les articles homonymes, voir Pottier.
 (mars 2025).
Si vous disposez d'ouvrages ou d'articles de référence ou si vous connaissez des sites web de qualité traitant du thème abordé ici, merci de compléter l'article en donnant les références utiles à sa vérifiabilité et en les liant à la section « Notes et références ».
 (mars 2025).
Loïc Pottier, né le 25 juillet 1988 ,est un joueur français de volley-ball . Il occupe le poste de réceptionneur-attaquant. Loic participe depuis 2009 à des initiations à la pratique du volleyball à Lavaur dans le Tarn en tant qu'animateur. Il prend sa retraite en 2015 à la fin de son contrat avec Club athlétique Brive Corrèze Volley.

## Clubs[2],[3]
| Club                                 | Pays   | De        | À         |
| ------------------------------------ | ------ | --------- | --------- |
| Spacer's de Toulouse                 | France | 2006-2007 | 2008-2009 |
| Club athlétique Brive Corrèze Volley | France | 2012-2013 | 2014-2015 |